# Conflicto de la zona desmilitarizada de Corea
El Conflicto de la zona desmilitarizada de Corea (한반도 비무장 지대 분쟁 en coreano) —también conocido como la Segunda Guerra de Corea— por algunos expertos, fue una serie de enfrentamientos armados de bajo nivel entre el Ejército Popular de Corea contra las Fuerzas Armadas de Corea del Sur y las Fuerzas Armadas de Estados Unidos que ocurrieron en gran parte entre los años de 1966 a 1969 en la Zona desmilitarizada de Corea; aunque posteriormente ocurrieron otros incidentes armados intercoreanos.

## Antecedentes
El paralelo de Corea, también llamado paralelo 38º Norte, fue la frontera trazada entre las zonas de ocupación de Estados Unidos y la Unión Soviética en la península coreana tras la derrota japonesa en la Segunda Guerra Mundial. Cuando el conflicto global terminó y se independizaron la República Democrática Popular de Corea en el Norte y la República de Corea en el Sur en 1948, la ZDC pasó a ser una frontera internacional de facto, y una de las zonas más conflictivas durante la Guerra Fría.
La Guerra de Corea comenzó cuando el Ejército Popular de Corea cruzó la linde e invadió parte del sur de la península. Al terminar este conflicto, tanto el norte como el sur quedaron devastados y la situación quedó Statu quo ante bellum. 
En septiembre de 1956, el Presidente del Estado Mayor Conjunto, Almirante Radford, indicó dentro del gobierno de los Estados Unidos había la intención de los militares de introducir Armas atómicas en Corea, lo que fue acordado por el Consejo de Seguridad Nacional de los Estados Unidos y el Presidente Dwight D. Eisenhower. Sin embargo, en el párrafo 13 d) del Acuerdo de Armisticio de Corea se estipula que ambas partes no podrían introducir nuevos tipos de armas en Corea, lo que impediría la introducción de armas nucleares y misiles. Los Estados Unidos decidieron suprimir unilateralmente el párrafo 13 d), violando el Acuerdo de Armisticio, a pesar de las preocupaciones de los aliados de las Naciones Unidas. En una reunión de la Comisión de Armisticio Militar celebrada el 21 de junio de 1957, los Estados Unidos informaron a los representantes de Corea del Norte de que el Comando de las Naciones Unidas ya no se consideraba obligado por el apartado d) del párrafo 13 del armisticio. En enero de 1958, los misiles nucleares MGR-1 Honest John y los cañones atómicos de 280 mm fueron desplegados en Corea del Sur, seguido un año más tarde por los misiles de crucero MGM-1 Matador con ojivas nucleares capaces de llegar a China y a la Unión Soviética.
Corea del Norte denunció la derogación del párrafo 13 d) como un intento de arruinar el acuerdo de armisticio y convertir Corea en una zona de guerra atómica de los Estados Unidos. Respondieron cavando fortalezas subterráneas masivas resistentes a ataques nucleares y desplegando hacia adelante sus fuerzas convencionales para que el uso de armas nucleares contra ella pusiera en peligro a las fuerzas de Corea del Sur y de Estados Unidos también. En 1963, Corea del Norte pidió ayuda a la Unión Soviética para desarrollar armas nucleares, pero fue rechazada. China, después de sus ensayos nucleares, rechazó de manera similar las solicitudes de Corea del Norte de ayuda para el desarrollo de armas nucleares. En Corea del Norte, la salida del Ejército Popular de Liberación en octubre de 1958 permitió a Kim Il-sung para consolidar su base de poder y se embarcan en el Movimiento Chollima de la agricultura y la industrialización colectivizado para construir una base para la reunificación de Corea por la fuerza. Corea del Norte seguía dependiendo de la Unión Soviética para la tecnología y de China para la asistencia agrícola. La Ruptura sino-soviética llevó a los soviéticos a suspender la ayuda a Corea del Norte en diciembre de 1962, diciendo que Corea del Norte se inclinaba demasiado hacia China.
Después de la guerra, Corea del Sur siguió siendo uno de los países más pobres del mundo durante más de una década. En 1960, su producto interno bruto per cápita era de 79 dólares, más bajo que la mayoría de los países de América Latina y algunos países del África subsahariana. La revolución de abril que obligó al presidente Syngman Rhee a ocupar el cargo en abril de 1960 fue seguida por un breve período de democracia antes de que un golpe de estado llevara al general Park Chung-hee a tomar el poder en mayo de 1961. A pesar de la agitación política, para crecer, liderado por el sector industrial. El rápido crecimiento industrial comenzó a fines de la década de 1960, con el producto interno bruto per cápita aumentando de $ 100 en 1964 a $ 1000 en 1977. 
Sin el apoyo de la Unión Soviética, un ataque convencional a Corea del Sur por parte de Corea del Norte era imposible, por lo que Kim Il-sung se volvió hacia la posibilidad de lograr la reunificación a través de la guerra no convencional. El 10 de diciembre de 1962, Kim propuso una nueva estrategia militar al Comité Central del Partido de los Trabajadores de Corea, con un mayor énfasis en la guerra irregular, la agitación y la propaganda, que se lograría al final del actual Plan de Siete Años en 1967. 
En junio de 1965, el presidente Park firmó un tratado de normalización de las relaciones con Japón, que incluía el pago de reparaciones y la concesión de préstamos blandos de Japón, y dio lugar a un aumento del comercio y la inversión entre los dos países. En julio de 1966, Corea del Sur y Estados Unidos firmaron un Acuerdo sobre el Estatuto de las Fuerzas, estableciendo una relación más equitativa entre las dos naciones. Con su creciente fortaleza económica y la garantía de seguridad de los Estados Unidos, la amenaza de una invasión convencional desde el norte parecía cada vez más remota. Tras la escalada de la guerra de Vietnam con el despliegue de tropas de combate en tierra en marzo de 1965, Corea del Sur envió la División Capital y la Segunda Brigada Marítima a Vietnam del Sur en septiembre de 1965, seguida por la División Caballo Blanco en septiembre de 1966.
El inicio de las hostilidades se remonta a un discurso pronunciado por el líder norcoreano Kim Il-sung el 5 de octubre de 1966 en la Conferencia del Partido de los Trabajadores de Corea, en la que se impugnó el statu quo del Acuerdo de Armisticio de 1953. Al parecer, percibió que la división del esfuerzo por parte de los militares surcoreanos y la escalada cada vez mayor del compromiso estadounidense en Vietnam había creado un ambiente en el que la guerra irregular podría tener éxito de una manera que la guerra convencional no podía . Kim creía que podría forzar una división entre Estados Unidos y Corea del Sur a través de provocaciones armadas dirigidas a las fuerzas estadounidenses que, junto con otros compromisos mundiales y pequeñas guerras, forzarían a Estados Unidos a revaluar o renunciar a su compromiso con Corea del Sur, permitiendo a Corea del Norte incitar una insurgencia en el sur que derribaría la administración del Presidente de Corea del Sur Park Chung-hee.
Se llevaron a cabo campañas de propaganda entre el norte y el sur, como las emisiones por altavoces a través de la Zona desmilitarizada de Corea. 
Se reanudó el lanzamiento de octavillas sobre Corea del Norte, como la Operación Jilli de 1964 a 1968, que lanzó unos cuantos cientos de millones de folletos al norte.

## Fuerzas militares en la región

### Corea del Norte
En 1966, El Ejército Popular de Corea (EPC) desplegó ocho divisiones de infantería a lo largo de la zona de distensión, apoyados por ocho más divisiones de infantería, tres divisiones de infantería motorizada, una división de tanques y grupos de soldados y fuerza de infantería y tanques brigadas y regimientos independientes. Si bien fuerte, esta fuerza convencional era más pequeña que las fuerzas de tierra del sur de alrededor de 535.000, y que era poco probable que el Norte podría dar un golpe fatal antes de que Estados Unidos pudiese desplegar fuerzas adicionales. El principal brazo de la guerra no convencional fue la Oficina de Reconocimiento del Ministerio de Defensa bajo el control operacional del Departamento de Enlace del Partido de los Trabajadores que incluía la Brigada de Reconocimiento N° 17 y a todos los oficiales de las unidades 124 y 283 del Ejército. Estas unidades fueron todos muy bien entrenadas y adoctrinadas, experto en demoliciones y tácticas de unidades pequeñas, que por lo general operan en pequeños grupos de 2-12 hombres, provistos de armas ligeras, ya sea con subfusiles PPS o fusiles de asalto AK-47. La Oficina de Reconocimiento Anfibio también controlaba a la Brigada 23, que utiliza barcos de infiltración especialmente hechos para operar a lo largo de la costa de Corea del Sur. La Oficina de Reconocimiento también podría utilizar fuerzas militares convencionales de las Fuerzas Terrestres del Ejército Popular de Corea  y las fuerzas de la Marina Popular de Corea para apoyar la infiltración y ex filtración de sus equipos. Además de las ofensivas fuerzas irregulares, Corea del Norte también desplegó varios miles de agitadores para seleccionar, entrenar y supervisar informantes y reclutas guerrilleros, mientras que otros trataron de provocar deserciones individuales e insatisfacción de unidades en las fuerzas militares surcoreanas y estadounidenses, así como socavar la moral de ambos.

### Corea del Sur y Estados Unidos
Las principales unidades de combate terrestre en Corea eran la 2da División de Infantería (2ID) y la 7ma División de Infantería (7ID), Primer Cuerpo y Octavo Ejército. 2ID se mantuvo con la 3ª Brigada con 29,8 km de la Zona Desmilitarizada Coreana (ZDC), esencialmente al norte de Seúl, a ambos lados de Panmunjom, y otras nueve divisiones del Ejército de Corea del Sur. Todas las fuerzas de EE.UU. y del Ejército de Corea del Sur estaban bajo el control operativo unificado del Comando de las Naciones Unidas (Corea) (que también era el comandante de las Fuerzas de los Estados Unidos de Corea), el general Charles H. Bonesteel III. Ambas divisiones del ejército de los E. estaban seriamente en fuerza pues Vietnam tenía prioridad para la mano de obra y el equipo. Las tropas estaban equipadas con fusiles M14 en lugar de M16, los únicos tanques disponibles eran viejos M48A2C con motor de gasolina, y había un total de solo 12 helicópteros Huey UH-1 en Corea del Sur restringiendo seriamente la capacidad de perseguir y atacar a los infiltrados. Los soldados eran generalmente reclutas que servían en una misión de 13 meses, mientras que los oficiales y suboficiales experimentados preferían servir en Vietnam antes que en Corea del Sur. Las divisiones del Ejército de la República de Corea estaban bien entrenadas y muy motivadas, siendo muchos de sus oficiales y suboficiales veteranos de la Guerra de Corea, pero todo su equipo se remontaba a esa guerra; su fusil estándar todavía era el M1 Garand. 
El principal objetivo operacional de las Divisiones de Estados Unidos y la República de Corea fue para defenderse de una invasión convencional de Corea del Norte en una repetición del ataque de junio de 1950. Si bien hubo infiltraciones regulares en el Sur de la recopilación de inteligencia, la guerra no convencional no fue visto como una amenaza particular y las tropas no eran generalmente entrenados o equipados para este papel. No existían unidades de contraguerrilla ni milicias de aldea en Corea del Sur en 1966 y los infiltrados fueron cazados por el ejército de la República de Corea, la policía y la Agencia Central de Inteligencia coreana sin control unificado.
En 1976, en el acta de la reunión ahora desclasificados, el subsecretario de defensa de EE. UU. William Clements dijo a Henry Kissinger que se habían producido 200 ataques o incursiones en Corea del Norte desde el sur, aunque no por los militares de EE. UU. Los detalles de solo algunas de estas incursiones se han hecho públicos, incluidas las incursiones de las fuerzas de Corea del Sur en 1967 que habían saboteado unas 50 instalaciones de Corea del Norte.  Hasta 7700 soldados y agentes de Corea del Sur se infiltraron en Corea del Norte desde el final de la guerra de Corea hasta el año 1972, se estima que 5300 de los cuales nunca volvieron actuar.
Las fuerzas de tierra fueron apoyados por los cazabombarderos de la División Aérea 314 de la Fuerza Aérea de los Estados Unidos y por la Fuerza Aérea de Corea del Sur. Los mares alrededor de Corea del Sur estaban bajo el control de la Séptima Flota de los Estados Unidos y la Marina de Corea del Sur. Al igual que con el Ejército, la guerra de Vietnam fue el foco principal de la Fuerza Aérea de los Estados Unidos y la USN en el Pacífico.  A partir de octubre de 1964, los norcoreanos aumentaron la infiltración de recolectores de inteligencia y propagandistas hacia el sur. En octubre de 1966, más de 30 soldados surcoreanos y al menos 10 civiles habían muerto en enfrentamientos con infiltrados norcoreanos; Sin embargo, no hubo enfrentamientos similares a lo largo de la sección controlada por los Estados Unidos de la Zona desmilitarizada de Corea. En octubre de 1966, Corea del Sur realizó un ataque de represalia sin solicitar la aprobación del general Bonesteel, causando tensión entre el comando estadounidense, que deseaba evitar violaciones del armisticio, y los surcoreanos, que estaban sufriendo pérdidas continuas.
Después del primer ataque del Ejército Popular de Corea contra las fuerzas estadounidenses en noviembre de 1966, el General Bonesteel formó un grupo de trabajo para analizar la estrategia norcoreana y desarrollar una contra-estrategia para derrotarla. Al encontrar que las actuales doctrinas tácticas del Ejército de los Estados Unidos eran inaplicables a la situación que enfrentaban, el grupo de trabajo desarrolló su propia doctrina para satisfacer sus necesidades operacionales. Se identificaron tres tipos de operaciones: primero para protegerse contra la infiltración a través de la DMZ; El segundo fue un esfuerzo naval similar a lo largo de las costas; Y el tercero fueron las operaciones de contraguerrilla en el interior. Los tres tipos de operaciones debían llevarse a cabo sin poner en peligro la defensa convencional de Corea del Sur ni escalar el conflicto de baja intensidad a una guerra completa.

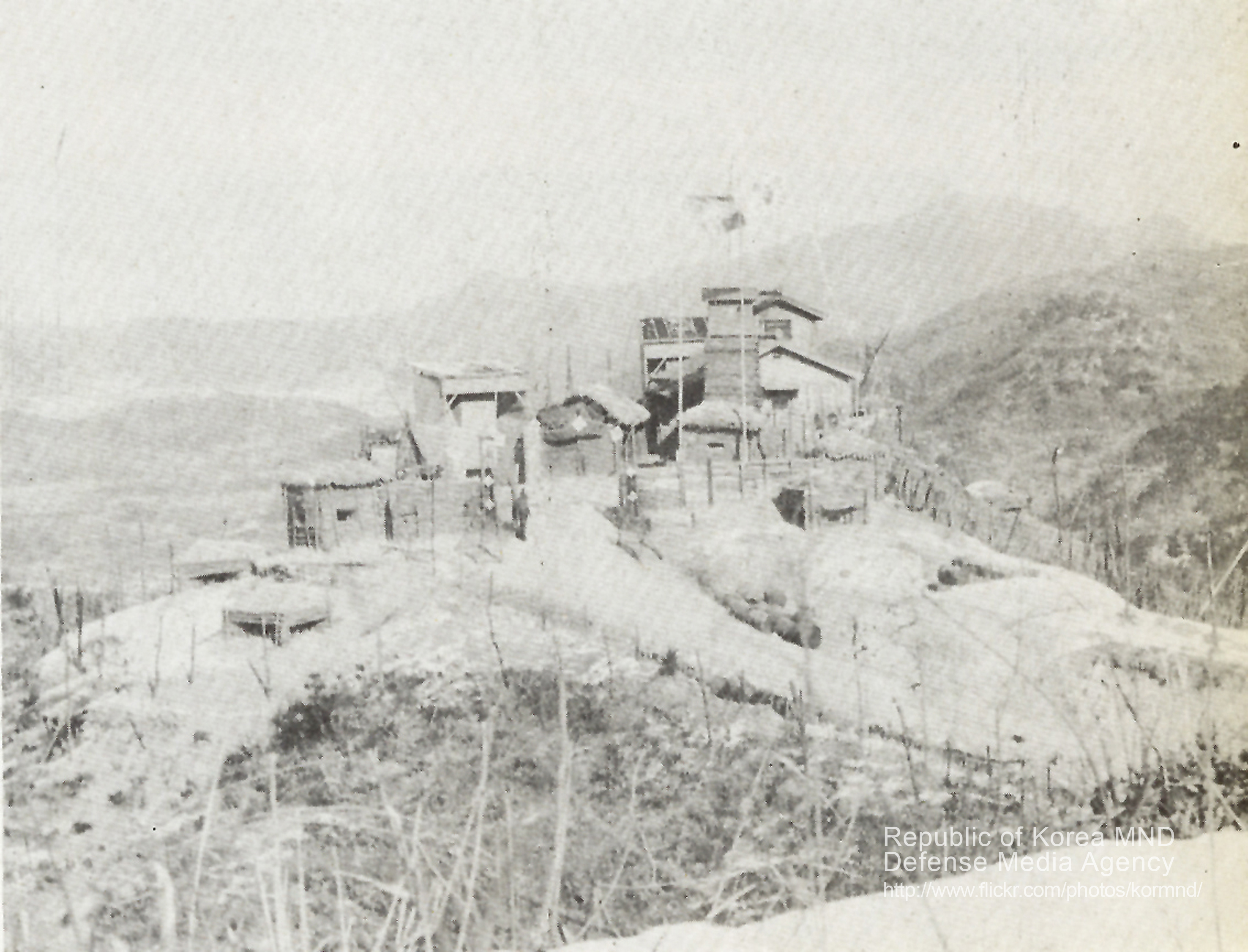
Puesto de guardia de Corea del Sur

### Zona desmilitarizada de Corea
A partir de 1967 el Comando de la ONU desarrolló una defensa en capas de la Zona Desmilitarizada Coreana (ZDC). El Armisticio restringió la fortificación dentro de la Zona desmilitarizada de Corea, donde las defensas se limitaron a patrullajes y puestos de observación sin armas pesadas. El patrullaje más agresivo de la Zona desmilitarizada de Corea fue ordenado con patrullas saliendo durante veinticuatro horas, reconociendo de día y estableciendo emboscadas por la noche; La mayoría de las víctimas estadounidenses ocurrieron durante estas patrullas. Los puestos de observación fueron fortificados con sacos de arena y ametralladoras y los fusiles sin retroceso se mantuvieron ocultos allí en violación del armisticio. El General Bonesteel obtuvo 30 millones de dólares en fondos del Comando de Desarrollo de Combate del Ejército de Estados Unidos para crear una barrera de prueba de Zona desmilitarizada de Corea a lo largo de la porción de la Zona desmilitarizada de Corea ocupada por el 2ID y la 21 División de Infantería del Ejército de Corea del Sur. 

Detalles de la Zona desmilitarizada de Corea

Más allá de la frontera meridional o la "cinta sur" de la zona de demarcación, no se aplicaron restricciones defensivas y una fuerza combinada de ingenieros estadounidenses y coreanos construyó una barrera en profundidad que comprendía una cerca de 3m de altura, coronada por tres filamentos de alambre de acordeón y reforzada por Entretejidos árboles y piquetes de ingenieros de acero, detrás de él un sendero estrecho, rastrillado de arena paralelo a la valla para resaltar huellas. Detrás de la franja de arena había una zona de 120m de ancho despejada en la que las minas y el alambre de mariposa se encontraban frente a una línea de posiciones defensivas convencionales de ametralladoras entrelazadas y fuego de artillería y morteros pre-registrados que dominaban la zona de muerte. Las torres de observación estaban a intervalos a lo largo de la traza para permitir la visión clara de las áreas abiertas. Varios equipos electrónicos y sensores fueron probados en la Barrera similar a la Línea McNamara en Vietnam, pero con la excepción de los ámbitos Starlight fueron en gran medida ineficaces. La Barrera no pudo evitar la infiltración (se estimó que los norcoreanos podrían cortar la valla en 30-40 segundos), sino que se intentó ralentizar el movimiento y facilitar la observación. Detrás de la barrera se encontraban las fuerzas de reacción rápida de la infantería mecanizada, los tanques y la caballería blindada que perseguían a los infiltrados. Las reglas de combate también se aflojaron para permitir que las tropas de primera línea utilizaran artillería y fuego de mortero contra elementos conocidos de Ejercito Popular de Corea en o al sur de la Zona desmilitarizada de Corea y contra Ejército Popular de Corea disparando desde el norte de la Línea de Demarcación Militar, aunque en la práctica se usó con moderación. En octubre de 1967 se introdujo un nuevo esquema de rotación de cuatro meses para garantizar que cada batallón solo recibiera su parte equitativa de tripulación y patrullaje de la barrera. 7ID envió un batallón de infantería a la vez para aumentar la 3ª Brigada, 2ID, esto aumentó la defensa a cuatro Batallones en la línea más las fuerzas de reacción rápida. Corea del Sur lanzó al menos tres incursiones transfronterizas de represalia a finales de 1967 utilizando pequeños equipos de desertores norcoreanos. Las incursiones mataron a 33 soldados de Ejército Popular de Corea.

### Línea costera coreana
Prevenir la infiltración en el mar creó un reto imposible para el Comando de la ONU, que carecía de aviones, barcos, radares y comunicaciones adecuados. La Armada de la República de Corea tenía solo 72 buques para patrullar más de 7.000 kilómetros de costas accidentadas. A lo largo de las costas, unos 20.000 marineros desarmados, a veces complementados por reservistas del Ejército de Corea del Sur, patrullaban las playas y cuando se descubrieron señales de desembarco, éstas se comunicarían a la Policía Nacional y se desplegarían fuerzas de reacción rápida. Las malas comunicaciones y la falta de helicópteros significaban que las fuerzas de reacción rápida rara vez llegaban a tiempo antes de que los infiltrados se dispersaran en el interior coreano.

### Operaciones de contrainsurgencia
Durante 1966 y en 1967, no había un plan de contrainsurgencia coordinada en Corea del Sur. Las infiltraciones se trataron en una base ad hoc por el Ejército de Corea del Sur y la Policía Nacional surcoreana, unidades de contra-inteligencia del Ejército y la KCIA por lo general en función de la estimación de la amenaza y el que sea unidades pasaron a estar cerca. El presidente Park se mostró reacio a levantar y armar a una milicia civil, ya que no confiaba plenamente en la lealtad de la población a su gobierno.
El General Bonesteel consideraba que la contrainsurgencia era una responsabilidad totalmente interna del Gobierno de Corea del Sur y que proporcionaba apoyo material, incluidos sus helicópteros y varios Equipos A de las Fuerzas Especiales del Primer Grupo de las Fuerzas Especiales en Okinawa, para formar al Ejército de Corea del Sur ya la recién formada Policía de Combate. Contrainsurgencia, se negó a asumir la responsabilidad de las operaciones de contrainsurgencia.
A finales de 1967 estaba claro que los norcoreanos estaban tratando de desarrollar una insurgencia a gran escala en el Sur con fortalezas en las montañas Taebaek y alrededor de la montaña Jirisan. El Presidente Park, en consulta con el General Bonesteel, desarrolló una estrategia de contrainsurgencia en la forma de la Instrucción Presidencial # 18. La instrucción estableció un consejo de coordinación nacional con cadenas de mando claras para todas las clases de incidentes, desde avistamientos de agentes individuales hasta disturbios a nivel de provincia. Se formarán ocho (más tarde diez) nuevos batallones de contra infiltración del Ejército surcoreano, junto con una mayor expansión de la Policía de Combate.

## Enero de 1968

### Asalto a la Casa Azul
El Asalto a la Casa Azul (también conocido en Corea del Sur como el Incidente del 21 de enero) fue un intento fallido de asesinar al Presidente de Corea del Sur Park Chung-hee por parte de comandos norcoreanos, en su residencia de la Casa Azul, el 21 de enero de 1968.

### Incidente del USS Pueblo
El USS Pueblo es un buque estadounidense ELINT y SIGINT1 de la clase Banner para investigaciones técnicas, que fue capturado por las fuerzas de Corea del Norte el 23 de enero de 1968, en el hecho conocido como Incidente del USS Pueblo o también como Crisis del USS Pueblo y Asunto del USS Pueblo. El registro SIGAD desclasificado del Grupo de Seguridad Naval (NSG) a bordo del USS Pueblo durante la patrulla cuando ocurrió el incidente, para la Unidad de Apoyo Directo (DSU) de la Agencia de Seguridad Nacional (NSA), era USN-467Y.2 La captura ocurrió una semana después de que el presidente Lyndon B. Johnson diese su discurso del Estado de la Unión en el Congreso, y una semana antes del inicio de la Ofensiva del Tet; siendo junto al subsecuente encarcelamiento de la tripulación por las autoridades norcoreanas durante once meses importantes incidentes en la Guerra Fría. Corea del Norte afirmó que el USS Pueblo se encontraba en sus aguas territoriales al momento de ser capturado, sin embargo, Estados Unidos dice que se encontraba en aguas internacionales en aquel momento.

### Reacciones estadounidense-surcoreana
La captura del USS Pueblo fue una de las crisis que enfrentó la Administración del Presidente  Lyndon B. Johnson en enero de 1968: El Sitio de Khe Sanh había comenzado el 21 de enero. El presidente Lyndon B. Johnson ordenó una demostración de fuerza con un despliegue masivo de medios de transporte aéreo y de la marina de Estados Unidos a Corea bajo el Combate nombres en código Operación Fox (más de 200 aviones de combate) y la Operación formación estelar (6 portaaviones más buques de apoyo), así como la movilización parcial de los reservistas por primera vez desde la Crisis de los misiles en Cuba. 
A pesar de este crecimiento militar, el presidente Johnson deseaba evitar una escalada del conflicto existente en Corea y dio instrucciones generales Bonesteel para iniciar las negociaciones para el regreso de la tripulación Pueblo con los norcoreanos a través de la Comisión de Armisticio Militar en Panmunjom. A pesar de que las fuerzas adicionales fueron desplegando a Corea del Sur, la ofensiva del Tet en Vietnam del Sur comenzó el 30 de enero de 1968. El presidente Johnson considerado la toma del Pueblo y el momento de la ofensiva del Tet que se han coordinado para desviar recursos de los Estados Unidos y de Vietnam del Sur Para obligar a los surcoreanos a retirar sus militares de Vietnam del Sur.
A diferencia del presidente Johnson, el general Bonesteel no vio esa conexión. Consideraba el Asalto a la Casa Azul como si hubiera sido planeado en los más altos niveles en Corea del Norte, mientras que la toma del Pueblo parecía meramente oportunista y el momento de la ofensiva del Tet como útil, pero una coincidencia. No vio ningún cambio en su misión de defender Corea del Sur e impedir una escalada del conflicto existente de baja intensidad. Los surcoreanos veían las cosas de otra manera. Consideraban que la incursión de la Casa Azul y la incautación del Pueblo eran signos de una amenaza norcoreana que debía ser combatida fuertemente tanto por la República de Corea como por los EE.UU. Cuando las noticias de las negociaciones entre los EE.UU. y los norcoreanos en Panmunjom se hicieron públicas el 6 febrero, la administración Park, acusó a los EE.UU. de una política de apaciguamiento. Editores de periódicos y funcionarios gubernamentales sugirieron que las unidades coreanas en Vietnam del Sur fueran recordadas para hacer frente a la amenaza de Corea del Norte, mientras que varios asesores convencieron al presidente Park de "Ir al  Norte" con o sin los estadounidenses. El presidente Park se negó a negociar seriamente con el general Bonesteel o con el embajador William J. Porter. Parecía que la división que Kim Il-sung esperaba crear entre la República de Corea y los Estados Unidos se estaba convirtiendo en una realidad.
El 10 de febrero, Cyrus Vance llegó a Seúl para negociar con el Presidente Park en nombre del Presidente Johnson. Vance se reunió con Park el 11 de febrero y expuso la posición de la Administración Johnson: no habría una guerra más amplia en Corea, cualquier acción transfronteriza de la República de Corea estaría sujeta a la aprobación del General Bonesteel que necesitaría la aprobación del Presidente Johnson y los EE.UU. Como sea necesario para asegurar la liberación de la tripulación Pueblo. Vance ofreció a Park US $ 100 millones en ayuda militar inmediata (incluyendo aviones de combate F-4D Phantom II) con más que seguir, siempre que Park accediera a no "ir al Norte". Cuatro días después Park aceptó los términos de Vance.

## Implementación de la estrategia de Estados Unidos y Corea del Sur
La incursión de la Casa Azul y el incidente de Pueblo sirvieron para elevar el perfil del conflicto de baja intensidad que se libraba en Corea del Sur y, finalmente, trajeron los recursos necesarios para aplicar plenamente la estrategia conjunta de contrainsurgencia EE.UU./Corea del Sur.
El despliegue masivo de buques y aviones en las operaciones de Formación Star y Combat Fox sirvió para disuadir a más incursiones a gran escala. Una vez que la amenaza inmediata disminuyó, la Séptima Flota retiró sus buques a mediados de 1968, mientras que la Fuerza Aérea de los Estados Unidos redujo gradualmente su despliegue durante un período de 16 meses. El 1 de abril de 1968, el Departamento de Defensa, por recomendación del General Bonesteel, declaró la zona del ZDC-Río Imjin como una zona de fuego hostil, dando derecho a los miembros de servicio estacionados en la zona a pagar el fuego hostil y posteriormente a la Distinción de Infantería de Combate Y la insignia médica del combate a todos los hombres calificados que sirven al norte del río de Imjin. 
Este cambio en la designación también significaba que Corea recibiría ahora la prioridad solo después de Vietnam del Sur. Además de los 100 millones de dólares prometidos a la República de Corea por el enviado Vance, el Congreso también asignó 230 millones de dólares para mejorar las instalaciones de Estados Unidos y Corea del Norte y combatir la disponibilidad en la zona desmilitarizada. 32 millones de dólares en material para la construcción de la barrera de la Zona desmilitarizada de Corea y equipo de comunicaciones fue transportado por aire a Corea del Sur, permitiendo la terminación de la barrera anti infiltración mejorada a lo largo de toda la ZDC antes del 30 de julio de 1968. El sexto pelotón de aviación que estaba en camino a Vietnam del Sur fue desplegado en cambio a Corea del Sur, con sus 12 UH-1D Hueys más que dobló el número de UH-1s disponibles, permitiendo que algunos permanezcan en la alarma con fuerzas rápidas de la reacción mientras que otros condujeron las operaciones contra-infiltración. Varios miles de hombres alistados adicionales fueron asignados al octavo ejército que aliviaba la escasez de mano de obra mientras que el programa del explorador de Imjin mejoró el entrenamiento en táctica de la contra infiltración. Los equipos de perseguidores de perros fueron desplegados permitiendo una mejor detección de infiltrados, mientras que varios cientos de rifles M16 fueron adquiridos permitiendo que las patrullas coincidieran con la potencia de fuego de los infiltrados de Ejército Popular de Corea. Estas mejoras tomadas en conjunto dieron lugar a un aumento dramático en la detección y eliminación de los infiltrados de Ejército Popular de Corea en 1968. 
La incursión de la Casa Azul convenció al Presidente Park para hacer un cambio crucial a la Directiva Presidencial # 18, en febrero de 1968 ordenó la creación de la Fuerza de Reserva de Defensa de la Patria (HDRF), anunciada públicamente en abril, en 6 meses más de 2 millones de ciudadanos surcoreanos Se había ofrecido como voluntario formando más de 60,000 pelotones de defensa locales y compañías. Park también ordenó el establecimiento de 20 Aldeas de Reconstrucción al sur de la Zona desmilitarizada de Corea, pobladas por exsoldados armados y sus familias y el envío de Equipos de Información Médica y de Iluminación en áreas remotas, particularmente en las áreas de Taebaek y Montaña Jiri .

## Desembarcos de Ulchin-Samcheok
Mientras que la Zona desmilitarizada de Corea se hizo cada vez más difícil de penetrar durante 1968, la costa de Corea del Sur, a pesar de algunas mejoras en las capacidades de la Armada de Corea, seguía siendo vulnerable a la infiltración.
En la noche del 30 de octubre de 1968, 120 hombres de la Unidad 124 aterrizaron en 8 lugares separados entre Ulchin y Samcheok en la provincia de Gangwon y se trasladaron al interior de una misión de 30 días para crear bases guerrilleras en las montañas Taebaek. En la mañana del 31 de octubre entraron en varios pueblos y comenzaron a adoctrinar a los aldeanos, varios de los cuales se escaparon para alertar a las autoridades. Las Fuerzas Armadas de Corea del Sur pronto llegaron a la zona a bordo del UH-1 Huey's del 6to pelotón de la aviación y de algunos de los nuevos UH-1s proporcionados a las Fuerzas Armadas de Corea del Sur bajo programa de ayuda militar. La 36ª División de Infantería de Defensa de la Patria, partes de otras dos Divisiones, un batallón del Cuerpo de Marines de la República de Corea, compañías de Policía de Combate, un Grupo de Fuerzas Especiales de la República de Corea y miles de Reservas de Defensa del Hogar participaron en la persecución que siguió. En dos semanas, la mayoría de los infiltrados habían sido asesinados. El 9 de diciembre, varios comandos asesinaron a Lee Seung-bok, de 10 años, y a otros tres miembros de su familia en su casa en la remota ladera norte de la montaña Gyebang. Cuando el presidente Park suspendió la operación el 26 de diciembre. 110 norcoreanos habían sido asesinados y 7 habían sido capturados, por la pérdida de 40 efectivos del ejército, la policía y las milicias y 23 civiles.
A fines de 1968, aparentemente, a pesar de dos años de operaciones no convencionales, Corea del Norte no había logrado encender una insurgencia en el Sur, la relación entre Estados Unidos y Corea del Sur era más fuerte que nunca y el Presidente Park había consolidado su legitimidad con la población. A finales de diciembre, Kim Il-sung purgó a los altos oficiales militares responsables de la campaña de guerra no convencional acusándolos de no implementar correctamente la línea del Partido, no podría haber sugerencia de que la línea Partido de los Trabajadores de Corea simplemente no apelara a los surcoreanos. El Ministro de Defensa, General Kim Chongbong y el Presidente del Buró Político del Ejército Popular de Corea, General Ho Pong-haek fueron ejecutados, mientras que el jefe del Estado Mayor, el jefe de la Oficina de Reconocimiento, el comandante del KPN y los comandantes de tres cuerpos de primera línea Ejército Popular de Corea fueron todos encarcelados. Las unidades 124 y 283 fueron disueltas y las capacidades especiales de guerra se hicieron explícitamente subordinadas a las operaciones militares convencionales. El Ejército Popular de Corea fue transformado por la institución de un sistema de Comisarios en todas las unidades hasta el nivel de la Compañía para asegurar el control del Partido de los trabajadores de Corea  sobre toda la actividad militar. A pesar del cambio de estrategia, Corea del Norte siguió realizando infiltraciones, aparentemente como cobertura mientras se llevaba a cabo la purga y la reestructuración. El Comando de la ONU no apreció inicialmente los cambios en Pyongyang, en cuanto a la reducción de las infiltraciones como causada por una acción efectiva de las Naciones Unidas en lugar del abandono por parte de Pyongyang de su fracasada estrategia; Fuentes limitadas de inteligencia y pocos discursos publicados por Kim Il-sung dieron pocas pistas sobre el cambio de política del Partido de los trabajadores de corea. A mediados de marzo las fuerzas combinadas Ejercicio Focus Retina comenzaron en Corea del Sur, este ejercicio fue condenado por el Norte como un ensayo de vestir para una invasión y los asiduos de Ejército Popular de Corea comenzaron una serie de ataques e infiltraciones contra la posición 2ID en la ZDC que duró hasta mediados de Mayo. El 15 de abril de 1969 (el cumpleaños de Kim Il-sung), dos MiGs de Fuerza Aérea Popular de Corea derribaron un avión Lockheed EC-121 Warning Star en una misión de inteligencia electrónica a 167 km de la costa este de Corea del Norte, matando a los 31 tripulantes. El presidente Richard Nixon y el asesor de Seguridad Nacional Henry Kissinger consideraron un ataque aéreo de represalia o una escolta aérea vinculada a una queja diplomática en la mesa de la tregua, ambos inicialmente favorecieron un ataque aéreo sobre la base de que la fuerza debería ser recibida con fuerza. Los consejeros de Nixon se opusieron a un ataque aéreo temiendo que esto pudiera provocar una guerra a gran escala cuando los Estados Unidos ya estaban cometidos en Vietnam y fueron apoyados en esto por el general Bonesteel y el embajador Porter. El 18 de abril Nixon anunció que los futuros vuelos de inteligencia tendrían escoltas de combate (lo que había sido el caso hasta finales de 1968, cuando se creía que las tensiones en la península coreana habían desaparecido) y una protesta fue presentada con los norcoreanos en Panmunjom, Aceptado sin comentarios. Del 19 al 26 de abril, el Grupo de Tareas de la Séptima Flota 71 (entre ellos 4 transportistas y sus escoltas) realizó operaciones en la costa oriental de Corea del Norte como prueba de fuerza.

## Fin del conflicto
En mayo de 1969, el nivel de intensidad del conflicto había disminuido sustancialmente. Los incidentes aislados continuaron ocurriendo particularmente a lo largo de los sectores de la Zona desmilitarizada de Corea controlados por la Fuerzas Armadas de Corea del Sur, pero quedó claro que el Norte había abandonado sus esperanzas de iniciar una insurgencia en el Sur. Las mejoras cualitativas en el Ejército de Corea hicieron que los Estados Unidos pudieran comenzar a contemplar la reducción de su presencia militar en Corea del Sur. El 25 de julio de 1969, el Presidente Nixon anunció su Doctrina Nixon que, en adelante, los Estados Unidos esperaban que sus aliados se defendieran con el apoyo aéreo y de los Estados Unidos (y el paraguas nuclear), pero no con tropas terrestres estadounidenses. Aunque estaba dirigido principalmente a Vietnam del Sur, esta política también se aplicaría a Corea del Sur (sin embargo, Nixon aseguró al presidente Park que su compromiso con Corea del Sur no había cambiado). El 1 de octubre de 1969, el general Bonesteel entregó el mando de las Fuerzas Armadas de Estados Unidos en Corea del Sural general John H. Michaelis. Una de las primeras tareas del General Michaelis fue la negociación de la liberación de tres soldados estadounidenses capturados cuando su helicóptero OH-23 fue derribado después de cruzar la Zona desmilitarizada de Corea; Su liberación el 3 de diciembre de 1969 se considera como el final oficial del conflicto.

## Otras lecturas
Taik-young Hamm (1999) Arming the Two Koreas: State, Capital and Military Power. London: Routledge.
Narushige Michishita (2010) North Korea's Military-Diplomatic Campaigns, 1966–2008. London: Routledge.
Nicholas Evan Sarantakes (2000) The Quiet War: Combat Operations along the Korean Demilitarized Zone, 1966–1969, Journal of Military History, Vol. 64, Issue 2: 439-458.